# Antiblemma lycoris
Antiblemma lycoris är en fjärilsart som beskrevs av William Schaus 1912. Antiblemma lycoris ingår i släktet Antiblemma och familjen nattflyn. Inga underarter finns listade i Catalogue of Life.